# Marianne Jean-Baptiste
Marianne Ragipcien Jean-Baptiste, född 26 april 1967 i London, är en brittisk skådespelare och musiker.
Hon är bland annat känd för sin roll som Hortense Cumberbatch i Mike Leighs film Hemligheter och lögner från 1996. För sin insats i filmen nominerades hon till en Oscar för Bästa kvinnliga biroll. Jean-Baptiste skrev musiken till Leighs film Flickor i karriären från 1997.
Hon är gift med brittiska balettdansaren Evan Williams och tillsammans har de två döttrar.

## Filmografi i urval
- 1996 – Hemligheter och lögner
- 1999 – Den perfekta kvinnan
- 1999 – A Murder of Crows
- 2000 – 28 dagar
- 2000 – The Cell
- 2001 – Spy Game
- 2002–2010 – Brottskod: Försvunnen (TV-serie)
- 2010 – Takers
- 2014 – Robocop
- 2014 – Edge of Tomorrow
- 2015 – Broadchurch (TV-serie)
- 2018 – In Fabric
- 2022 – Surface (TV-serie)
- 2024 – Hard Truths